# Theodor Billroth
Christian Albert Theodor Billroth, né le 26 avril 1829 et mort le 6 février 1894, est un chirurgien originaire d'Allemagne, père fondateur de la chirurgie digestive. Il est considéré comme le chirurgien allemand majeur de la fin du XIXe siècle.

## Biographie
Il est né en 1829 à Bergen, village de pêcheurs sur l'île de Rügen, dans le Royaume de Prusse. Son père était Carl Theodor Billroth, pasteur de l'église luthérienne. Son grand-père Johann Christian Billroth (de) était maire de Greifswald. Son père décède alors qu'il avait cinq ans. Très jeune, il montre des dispositions pour la musique, mais semble incapable de maîtriser le langage : c'est un enfant qui parle peu et lentement. Il fait ses études secondaires à Greifswald.
Sur les conseils de sa mère et de ses professeurs, il se dirige vers la médecine, selon l'exemple de son oncle médecin. Il fait ses études médicales à l'université de Göttingen. En 1852, il est reçu docteur à Berlin. Il travaille d'abord dans le service d'Albrecht von Graefe, puis devient l'assistant de Bernhard von Langenbeck. 
De 1860 à 1867, il est professeur de chirurgie et directeur d'un hôpital à Zurich. C'est dans cette période qu'il effectue ses travaux les plus importants. À partir de 1867, il est professeur à l'université de Vienne, et à la direction du deuxième service de clinique chirurgicale de Hôpital général de Vienne (de), en ayant Anton Wölfler comme assistant. Il gardera ces fonctions jusqu'à sa mort en 1894, après avoir atteint une renommée internationale en tant que savant, professeur et chirurgien.
En 1870, il est volontaire lors de la guerre franco-prussienne, exerçant dans les hôpitaux de campagne à Wissembourg et Mannheim.
En 1880, il aurait déclaré que « le chirurgien qui tenterait de suturer une blessure du cœur perdrait le respect de ses collègues »,.
Il est membre de l'académie des sciences de Vienne.
Musicien passionné, virtuose du violon, il était également un ami intime de Brahms. Il fut plusieurs fois chef d'orchestre invité de l'orchestre symphonique de Zurich.
Il est inhumé à Vienne avec des honneurs princiers en 1894. En 1897, un mémorial est élevé en son honneur à l'université de Vienne.

## Principaux travaux
En 1855, il présente une première monographie sur les polypes du colon, en concluant que les tumeurs bénignes et malignes sont reliées, et en suggérant un traitement chirurgical précoce. Il effectue de nombreuses études sur les tumeurs du testicule, les vaisseaux sanguins, et l'anatomie de la rate. 
En 1863, il publie son classique Die Allgemeine Chirurgische Pathologie und Therapie (1863). Il inaugure un processus de contrôle et vérification (audit) qui consiste à publier tous les résultats, bons et mauvais, afin de discuter et comparer les techniques et les patients.
Dans les années 1870, il est le premier à enlever une section de l'œsophage et à rétablir la continuité, à réaliser une laryngotectomie totale, à faire l'exérèse du rectum. Il procède par des séries préliminaires de chirurgie expérimentale sur le chien.
En 1881, Billroth a réussi à rendre la chirurgie digestive presque banale. C'est alors qu'il réalise la plus formidable opération concevable aux yeux de ses contemporains : opérer un cancer du pylore par gastrectomie, après la première tentative par Jules Péan en 1879. La réussite de l'opération fait sensation, elle est considérée depuis comme le début de la grande chirurgie moderne. Les différentes techniques de Billroth, certes modifiées et améliorées, ont été utilisées tout au long du XXe siècle. 
Billroth s'est aussi intéressé à l'orthopédie, à la physiothérapie, aux massages et à la gymnastique médicale, pour leur application en phase post-opératoire. 
Billroth avait des idées nouvelles sur l'enseignement de la chirurgie. Le futur chirurgien devait passer par un apprentissage prolongé après des études médicales complètes en milieu hospitalier, des interventions sur cadavres et animaux, faire le lien entre chirurgie expérimentale et pratique courante, étudier les publications chirurgicales internationales. Ces idées radicales sur la formation des chirurgiens ont été reprises par beaucoup.

## Évaluation historique

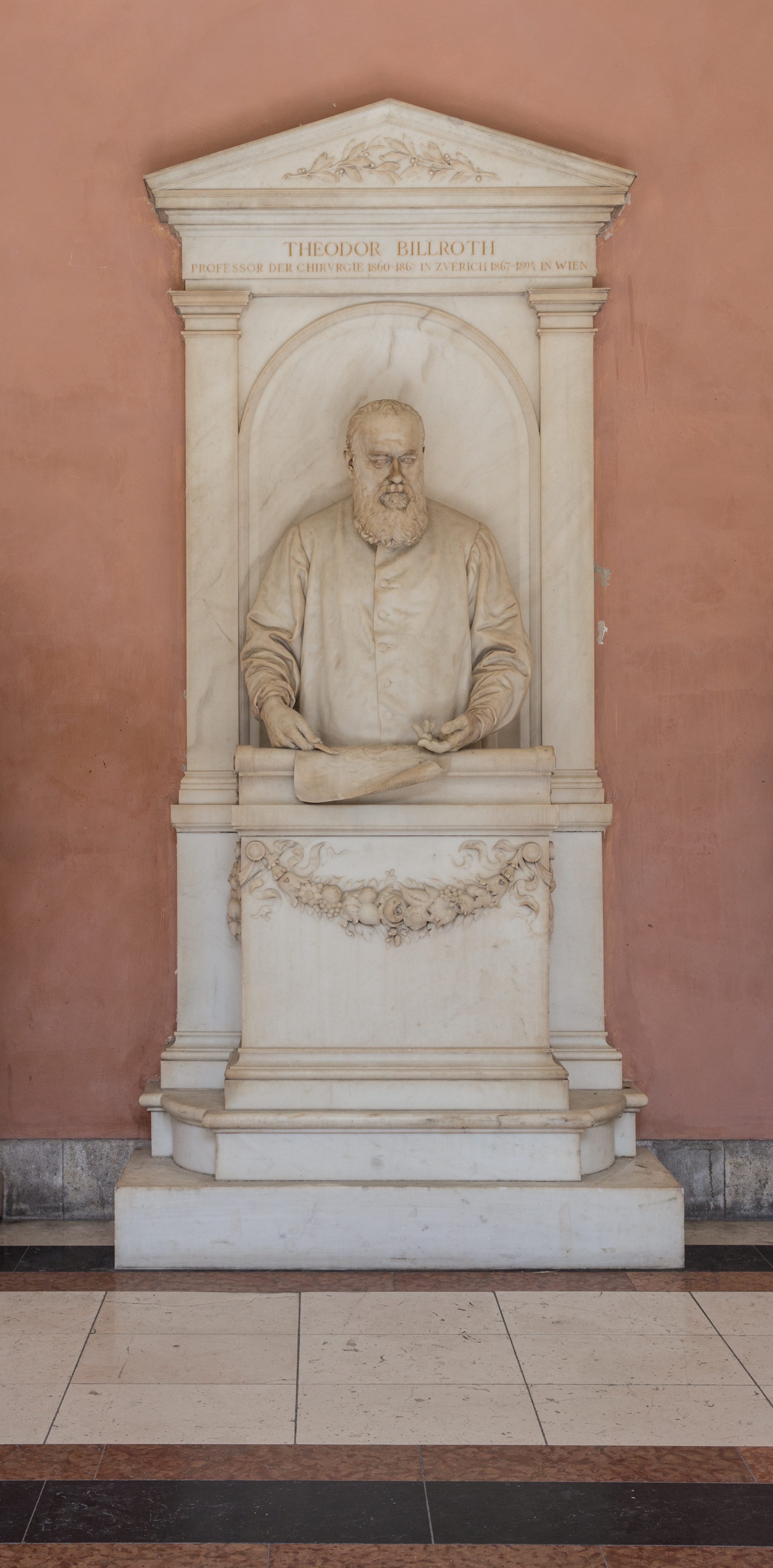
Le mémorial en l'honneur de Billroth à l'université de Vienne

L'étude des rapports de Billroth (période 1860-1867 à Zurich, et 1871-1876 à Vienne) montre qu'il effectuait environ 700 interventions par an. La majorité de ses patients souffraient d'infections aigües et chroniques (tuberculose, syphilis), de tumeurs et traumatismes. La mortalité globale était de l'ordre de 10 %. Dans la plupart des cas, la chirurgie est conservatoire, traitant les lésions proches de la surface du corps (bouche, cou, sein, rectum). Il s'agit encore d'une chirurgie de la période pré-antiseptique. Les opérations abdominales profondes présentaient un risque élevé, utilisées en dernier recours, ex ultima ratione, dite chirurgie « héroïque ».
Le diagnostic des tumeurs était uniquement clinique, le plus souvent à un stade avancé, lorsqu'elles occasionnaient des obstructions ou sténoses, surtout dans le système digestif. Billroth est le premier à pouvoir éliminer cette obstruction. La chirurgie apparaît alors comme un sauvetage spectaculaire (chirurgie triomphaliste de la fin du XIXe siècle). 
Assez vite, dès le début du XXe siècle, l'enthousiasme des chirurgiens est tempérée par les résultats décevants à plus long terme (quelques semaines ou mois). La seule approche chirurgicale mécanique montrait ses limites. Elles seront dépassées, au cours du XXe siècle par une nouvelle approche multidisciplinaire (nouvelles techniques de diagnostic précoce) et l'émergence d'une « chirurgie physiologique » visant à respecter ou restaurer, autant que possible, des fonctions normales. 

## Éponymie
- cordons de Billroth : cordons de réticuline constituant la charpente de la pulpe rouge de la rate.
- maladie de Billroth : 1) complication d'une fracture du crâne chez l'enfant (méningocèle) 2) synonyme (peu usité) de lymphosarcome.
- maladie de Billroth-Winiwarter : synonyme (peu usité) de thromboangéite oblitérante.
- mélange de Billroth : anesthésique composé de 3/5 de chloroforme, 1/5 d'alcool et 1/5 d'éther.
- opération de Billroth : technique d'excision de la langue.
- opération de Billroth I : gastrectomie étendue avec anastomose au duodénum (synonyme de opération de Péan, pour les français).
- opération de Billroth II : gastrectomie partielle avec anastomose latéro-latérale avec le jéjunum.
- opération de Péan-Billroth I : gastrectomie oblique avec anastomose termino-terminale avec le jéjunum.
- syndrome de Billroth : ensemble des troubles dus à une hypertrophie ou sténose du pylore.
- tube de Billroth : colonne de cellules appartenant à l'ovaire fœtal et contenant des ovules primordiaux (synonyme de tube de Valentin)[10].